# Mas de Mata-redona
El mas de Mata-redona és un mas, actualment abandonat, situat a la Serra del Montsià, al municipi de la Ràpita, província de Tarragona (Catalunya). Rep el nom de la moleta anomenada Mata-redona propera al mas. Actualment és propietat de l'ajuntament de la Ràpita.
Forma part del sistema de masos de la Serra del Montsià, habitats fins a mitjans S-XX, com ara el mas del Comú (a la part d'Ulldecona), i el mas de Balaguer (al pla de la Galla). Tots tenen característiques similars, amb terrenys treballats i cultivats relativament plans amb marges abancalats construïts amb pedra seca, amb aigua al seu voltant(ja siga de pous, basses o fins i tot sénies). Eren masos autosuficients que aprofitaven els voltants per pasturar ramats, cultivar els cereals, fruites, llegums i verdures que necessitaven a més d'instal·lar corrals, graners, pallisses, eres de batre, forns, etc. Els excedents de collites i ramats es comercialitzaven pels pobles veïns (els productes agrícoles es transportaven amb burros i matxos).

## Documentació antiga
El primer document conegut on apareix el topònim Mata-redona és del 1274, a l'establiment d'una devesa atorgada pel comanador de l'orde de l'Hospital d'Ulldecona, a favor dels moradors de Freginals: Els assenyala els límits entre els quals anomena Mata-redona: "La dita devesa afronta de la primera part en lo torrent que és entre na Teixidora e en Pere Narbonés, a migdia en les roques de Muntsià, a ponent en la via pública que va a Matarredona e dexen el pou d'en Canari".

## La masia
L'emplaçament respon a les característiques del medi físic del seu entorn, la situació s'adapta a les perspectives visuals per tal de dominar el paisatge humanitzat i treballat i així mateix a l'orientació solar, amb les obertures principals del mas cara migdia 8sud) al redós del vent de mestral, habitual i intens en aquests paratges (la cara nord i nord-oest tenen poques obertures).
Els masos eren l'habitatge habitual d'una o més famílies masoveres i era utilitzat coma centre d'explotació agrícola i ramadera. El mas de Mata-redona no n'era cap excepció i es dedicava al cultiu de fruites, cereals així com a la cria d'animals de corral i ramats de cabres i ovelles.
La replaceta exterior a la façana principal era el centre de l'activitat social ja que l'escàs confort de l'interior del mas comportava una vida majorment a l'aire lliure. En aquesta zona solia haver una pèrgola amb parra de raïm per proporcionar ombra a l'estiu. El forn i una llas a l'aire lliure permetien cuinar fora de la casa pròpiament dita.
Conjuntament amb l'habitatge s'annexen els corrals per a les raberes, situats a l'aire lliure, però amb accés des de l'interior de la casa. També hi havia annex a la casa la quadra per als matxos i burros.
Als voltants podíem trobar l'era per a batre i la bassa per abeurar el ramat a la vora del pou (avui dia pràcticament destrossat pel vandalisme).
La tipologia constructiva era tradicional i austera, marcada pels materials del territori proper i del "modus vivendi" de les persones. Així sabem que el mas era fet per parets gruixudes de pedra lligada amb fang i calç.
La planta baixa era la dependència principal i era on s'ubicava la cuina-menjador, la llar de foc a nivell de terra i un rebost amb lleixes encastades a les amples parets. Els paviments eren de terra batuda.
A la planta pis estaven les dependències per dormir, gairebé sempre sense portes, amb cortines de tela de sac qur també s'usaven de manera generalitzada com a cobrellits i llençols.
Hi havia encara més amunt una cambra on s'assecava l'embotit i una petita terrassa. Les cobertes eren de teula
Hi havia també pallisses i tronats amb sostres d'entramats de "cabirons" de troncs de fusta amb paviment de rajola. De vegades, segons èpoques, existia un comú annex a la casa, al costat dels corrals.
El mobiliari era escàs: banquetes de troncs gruixuts servien de cadires, els matalassos eren fets de fulles tendres de panís, la taula era un caixó, etc. També tenien cresols (llànties d'oli) per il·luminar les estances tot i que a última hora ja disposaven de llums de carbur (làmpada d'acetilè).

## Darrers habitants
Poc sabem encara dels habitants del mas que hi han viscut al llarg dels segles, però afortunadament si que disposem d'informació dels darrers habitants.
L'últim nucli familiar estable al mas de Mata-redona, va ser la família Abella. No eren rapitencs sinó que provenien de la Pobla de Benifassà, Baix Maestrat. Venien periòdicament al Montsià durant la transhumància; van veure l'oportunitat i, cap al 1930, van adquirir el mas i s'hi van instal·lar fins al 1955-56, any de l'abandonament; aquest any 1956 va ser l'any de la gran gelada (al febrer de 1956 va esdevenir un episodi de fred que va causar la mort de molts cultius i que va marcar l'inici de l'èxode rural a moltes zones del sud de Catalunya i nord del País Valencià; a títol informatiu cal recordar que l'observatori de l'Ebre a Roquetes va registrar -7 °C vora riu, a baixa altura). Aquesta família va vendre el 1954 el mas a un propietari ampostí, el senyor Miralles (Juan Miralles Magrané), propietari d'una finca adjacent amb la finca de Mata-redona.
El senyor Miralles pretenia unificar les finques amb intencions ramaderes, ja que tenia al cap donar-les a explotar a la seua filla, Concepción Miralles Garcia, i el seu gendre, Jose Mª Margalef Sanjuan (propietari de la ramaderia Soneca). Aquests últims van contractar dos pastors aragonesos, germans, que s'hi van instal·lar al mas durant uns 10-12 anys més, deixant el 1966-68 com a data final de presència humana continuada a la masoveria.
Un dels pocs habitants de Mata-redona vius al 2021, Conxita Abella, recorda que al moment d'abandonar el mas, l'habitaven Conxita i tota la família de son pare (15 persones en total, 7 adults i 8 joves) que feien vida conjunta: menjaven tots a la mateixa taula, treballaven per igual, etc. Temps enrere hi havien viscut, a més a més, un pastor i una mainadera. Era per tant un nucli important de població el que hi vivia. Les 15 persones que habitaven el mas dormien en 4 habitacions a la planta baixa i en una sala i una alcova al 1r pis. La golfa i el terrat es reservaven per a la curació de xoriços, pernils, llonganisses, botifarres de ceba, d'arròs, etc.
Els xiquets de Mata.redona es desplaçaven a l'escola a peu. Uns xiquets anaven a l'escola de les Ventalles i altres a la de la Ràpita. Els que anaven a l'escola de la Ràpita, tardaven entre hora i hora i mitja en fer el recorregut. Quan el dia s'escurçava, cap al final de tardor i hivern, tornaven a les fosques, tot i que el camí el podien fer a ulls clucs. Durant un temps van allotjar-se entre setmana a casa dels propietaris del bar Quico (C/Sant Isidre), amics de la família, per no haver de pujar i baixar a diari, però va durar poc. La majoria de vegades pujaven i baixaven cada dia.